# Championnat du monde junior féminin de handball 1999
Navigation
Côte d'Ivoire 1997 Hongrie 2001
Le championnat du monde junior féminin de handball 1999 est la 12e édition du tournoi. Il se déroule en Chine du 1er au 13 août 1999.

## Résultats

### Tour final
|  | Demi-finales | Demi-finales | Demi-finales | Demi-finales |                               |          | Finale  | Finale  | Finale  | Finale  |
|  |              |              |              |              |                               |          |         |         |         |         |
|  | 16 août      | 16 août      | 16 août      | 16 août      |                               |          | 17 août | 17 août | 17 août | 17 août |
|  | Roumanie     | Roumanie     | 30           | 30           |                               |          | 17 août | 17 août | 17 août | 17 août |
|  | Roumanie     | Roumanie     | 30           | 30           |                               |          | 17 août | 17 août | 17 août | 17 août |
|  | Danemark     | Danemark     | 19           | 19           |                               |          | 17 août | 17 août | 17 août | 17 août |
|  | Danemark     | Danemark     | 19           | 19           | Roumanie                      | Roumanie | 25      | 25      |         |         |
|  | 16 août      |              |              |              | Roumanie                      | Roumanie | 25      | 25      |         |         |
|  |              |              | Lituanie     | Lituanie     | 20                            | 20       |         |         |         |         |
|  | Lituanie     | Lituanie     | Lituanie     | Lituanie     | 20                            | 20       | 24      | 24      |         |         |
|  | Lituanie     | Lituanie     |              |              |                               |          |         | 24      |         |         |
|  | Hongrie      | Hongrie      | 20           | 20           |                               |          |         |         |         |         |
|  | Hongrie      | Hongrie      | 20           | 20           | Match pour la troisième place |          |         |         |         |         |
|  |              |              |              |              |                               |          |         |         |         |         |
|  | 17 août      |              |              |              |                               |          |         |         |         |         |
|  | Danemark     | Danemark     | 25           | 25           |                               |          |         |         |         |         |
|  | Danemark     | Danemark     | 25           | 25           |                               |          |         |         |         |         |
|  | Hongrie      | Hongrie      | 20           | 20           |                               |          |         |         |         |         |
|  | Hongrie      | Hongrie      | 20           | 20           |                               |          |         |         |         |         |

## Le vainqueur
| Champion du monde junior 1999 Roumanie 2e victoire |

## Classement final
| Rang                       | Équipe         |
| -------------------------- | -------------- |
| Médaille d'or, Europe      | Roumanie       |
| Médaille d'argent, Europe  | Lituanie       |
| Médaille de bronze, Europe | Danemark       |
| 4e                         | Hongrie        |
| 5e                         | Russie         |
| 6e                         | Espagne        |
| 7e                         | Norvège        |
| 8e                         | RF Yougoslavie |
| 9e                         | Corée du Sud   |
| 10e                        | Chine          |
| 11e                        | Turquie        |
| 12e                        | Brésil         |
| 13e                        | Pays-Bas       |
| 14e                        | Slovaquie      |
| 15e                        | Congo          |
| 16e                        | Taïwan         |
| 17e                        | Angola         |
| 18e                        | Islande        |
| 19e                        | Japon          |
| 20e                        | Canada         |

## Effectif du champion du monde junior:Roumanie
L'effectif de la Roumanie au championnat du monde junior 1999 est :
- Tatiana Horenciuc
- Talida Tolnai
- Roxana Gatzel
- Anisoara Durac
- Aurelia Stoica
- Mihaela Raceala
- Simona Popa
- Valeria Motogna
- Ionica Munteanu
- Gabriela Tanase
- Gabriela Rotis
- Alina Ariton
- Madalina Straton
- Cristina Vărzaru
- Ramona Farcău